# Vermicularia gracilis
Vermicularia gracilis is een slakkensoort uit de familie van de Turritellidae. De wetenschappelijke naam van de soort is voor het eerst geldig gepubliceerd in 1883 door Maltzan.